# Église Saint-Pierre de Samoreau
L'église Saint-Pierre est une église catholique d'architecture romane située à Samoreau, en France. Elle est inscrite aux monuments historiques depuis le 1949.

## Situation et accès
L'église est située dans la rue de l'Église, est adjacente sur son côté sud à la place de la Légion-d'Honneur où se trouve le monument aux morts de Samoreau. L'église se trouve pratiquement en face de la grange aux dîmes. Sa façade avant et par conséquent son accès donne directement sur la rue.

## Historique
À ce jour, il n'existe pratiquement aucun document portant sur l’église Saint-Pierre,.
La nef est la plus ancienne partie de l'église et date du XIIIe siècle. Les concepteurs sont les moines de l'abbaye de Saint-Germain-des-Prés, dont dépend alors la seigneurie de Samoreau. Le chœur et le transept, de style gothique tardif ou flamboyant, ont été édifiées ultérieurement.

## Structure
La nef, voûtée en berceau,est couverte de tuiles. Le transept et le chœur sont revêtus d'ardoises. La composition des parois est de grès et de calcaire.

## Statut patrimonial et juridique
L'église fait l'objet d'une inscription au titre des monuments historiques par arrêté du 22 août 1949, en tant que propriété de la commune.

## Mobilier
- Tableau La Sainte Famille (70 × 60 cm) (XVIe siècle), inscrit à titre objet des monuments historiques depuis le 26 août 1909[5].
- Tableau avec cadre La Résurrection (162 × 115 cm) (XVIIe siècle), classé à titre objet des monuments historiques depuis le 2 novembre 1988[6].
- Tableau Christ en croix (140 × 104 cm) (XIXe siècle), inscrit à titre objet des monuments historiques depuis le 13 mai 1977[7].
- Autel et retable de la Vierge (1674), inscrit à titre objet des monuments historiques depuis le 13 mai 1977[8].
- Deux portes (162 × 170 cm) (milieu du XVIIe siècle), inscrites à titre objet des monuments historiques depuis le 10 septembre 1980[9].
- Exposition (90 × 53 cm) (4e quart du XVIIIe siècle), inscrite à titre objet des monuments historiques depuis le 13 mai 1977[10].
- Fragment de croix de chemin
- Statue de Saint-Pierre
- Statue de Saint-Roch et son chien (130 × 50 × 30 cm), inscrite à titre objet des monuments historiques depuis le 13 mai 1977[11]